# Savoca
Savoca é uma comuna italiana da região da Sicília, província de Messina, com cerca de 1.675 habitantes. Estende-se por uma área de 8 km2, tendo uma densidade populacional de 209 hab/km2. Faz fronteira com Casalvecchio Siculo, Forza d'Agrò, Furci Siculo, Sant'Alessio Siculo, Santa Teresa di Riva.
Pertence à rede das Aldeias mais bonitas de Itália.

## Demografia
| Variação demográfica do município entre 1861 e 2011                               |
|                                                                                   |
| Fonte: Istituto Nazionale di Statistica (ISTAT) - Elaboração gráfica da Wikipedia |

## Galeria

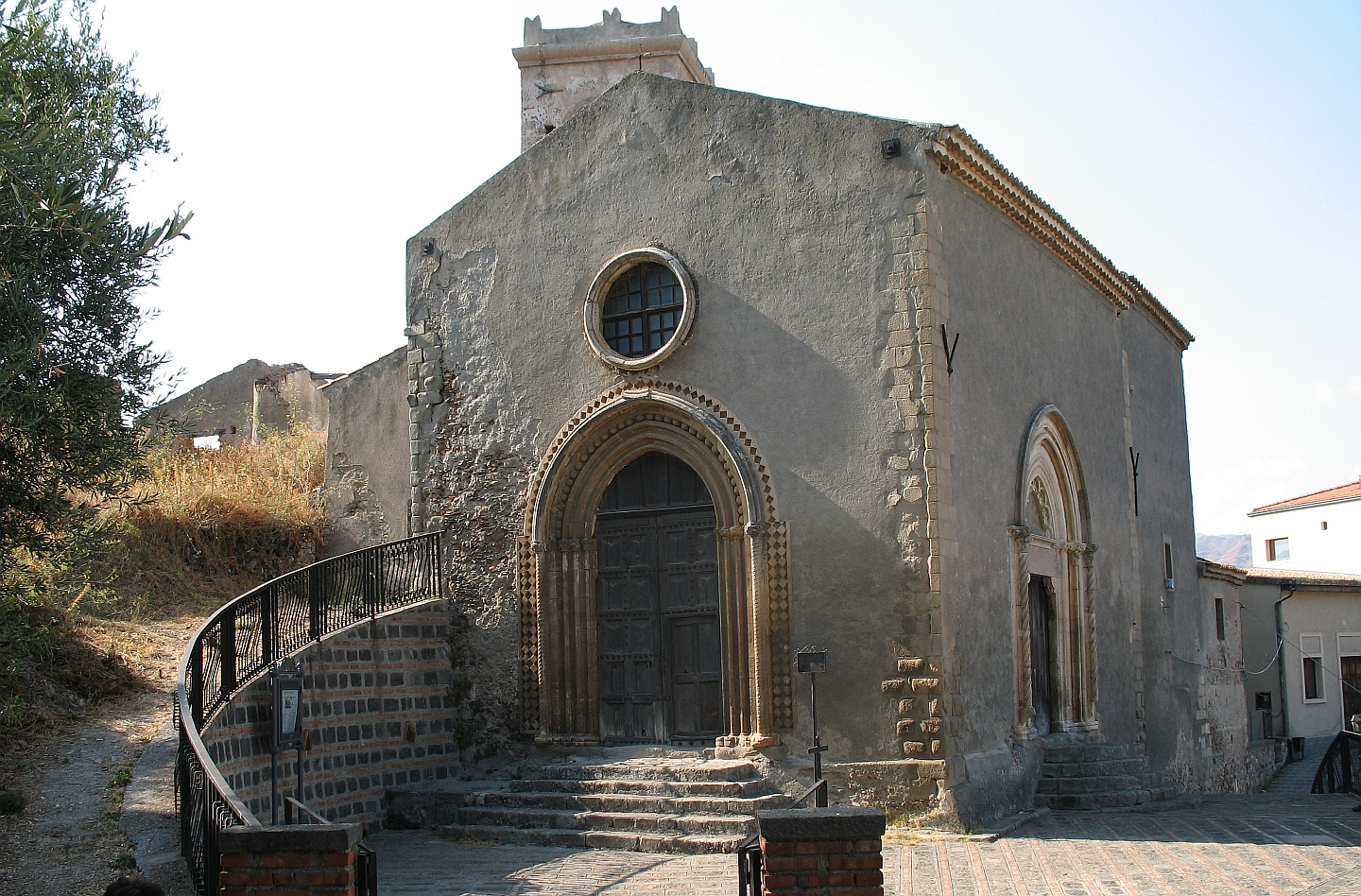
Igreja de San Michele
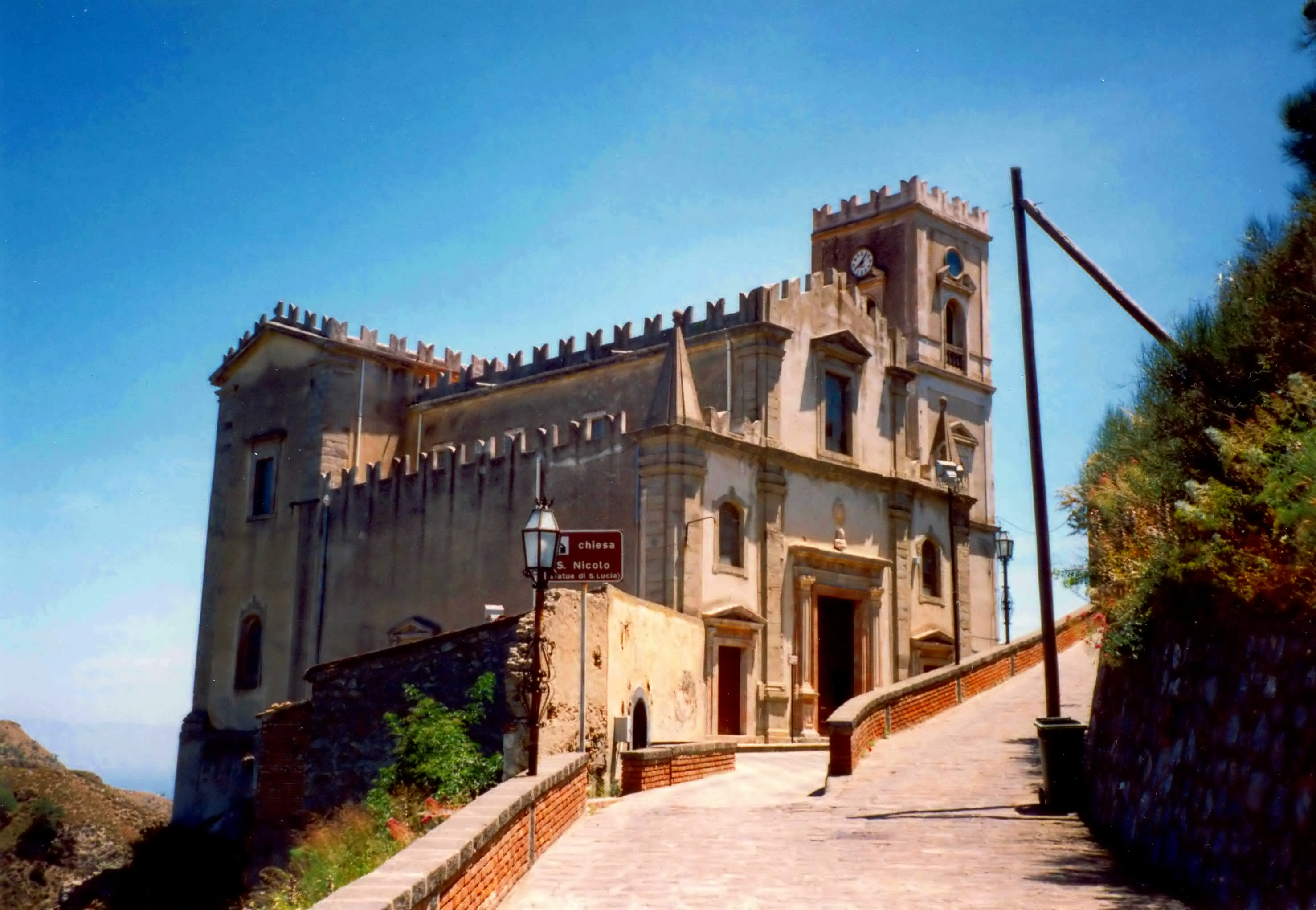
Igreja de São Nicolau